# Prueba del espejo

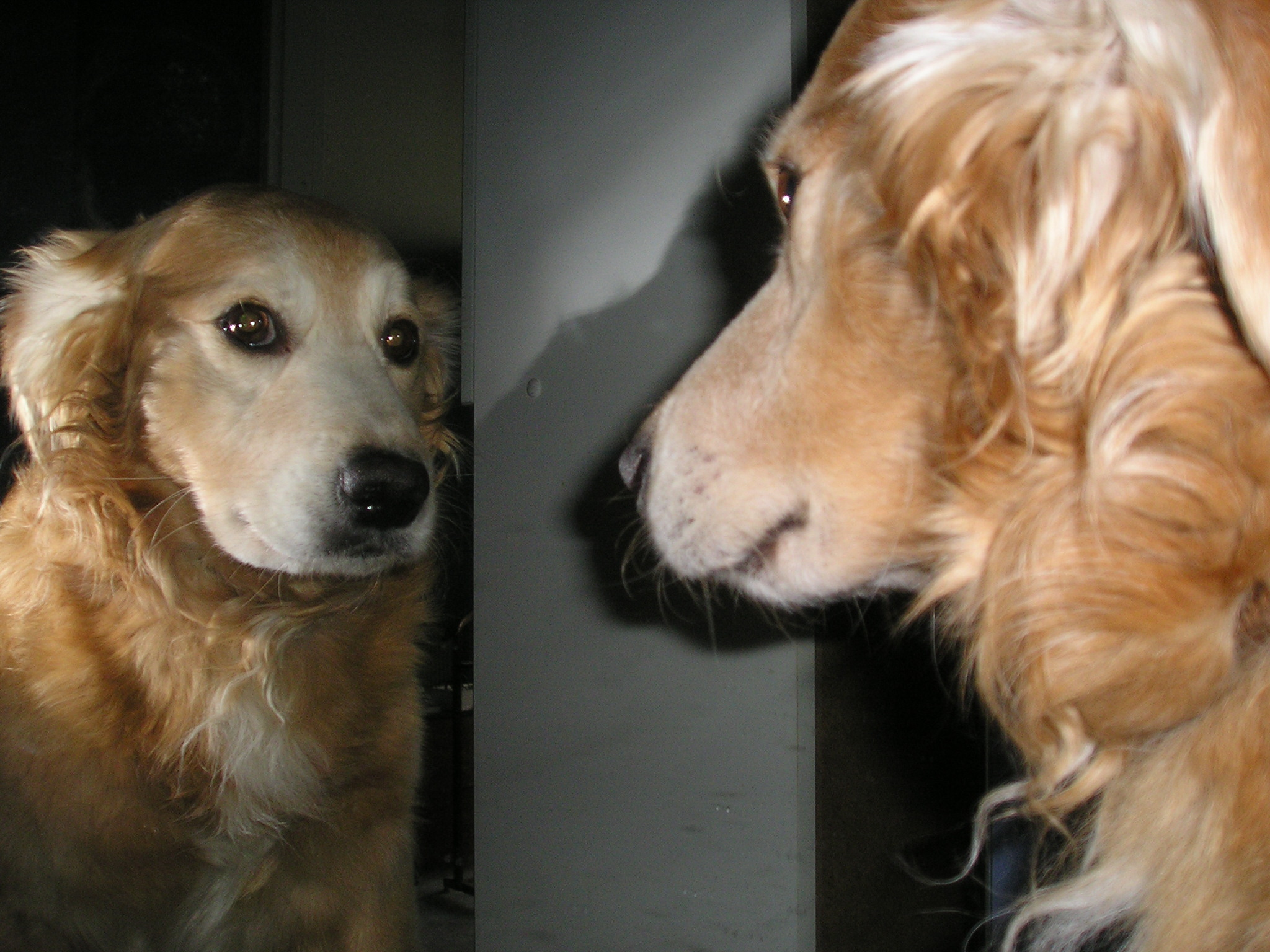
Perro mirándose al espejo.

La prueba del espejo, aplicada con animales, es una medida de consciencia de sí mismo desarrollada por Gordon Gallup Jr en 1970.
Mide teóricamente la capacidad de consciencia de sí mismo determinando si el animal puede reconocer su propio reflejo en un espejo como una imagen de sí mismo. Esto se consigue marcando de manera inadvertida al animal con un tinte inodoro, y observando si el animal, al enfrentarse al espejo, reacciona como si reconociese que la marca se encuentra situada en su propio cuerpo. Estas reacciones pueden incluir el mover su cuerpo para poder ver mejor la marca en el espejo o tocársela mientras la observa en el reflejo.

## Historia

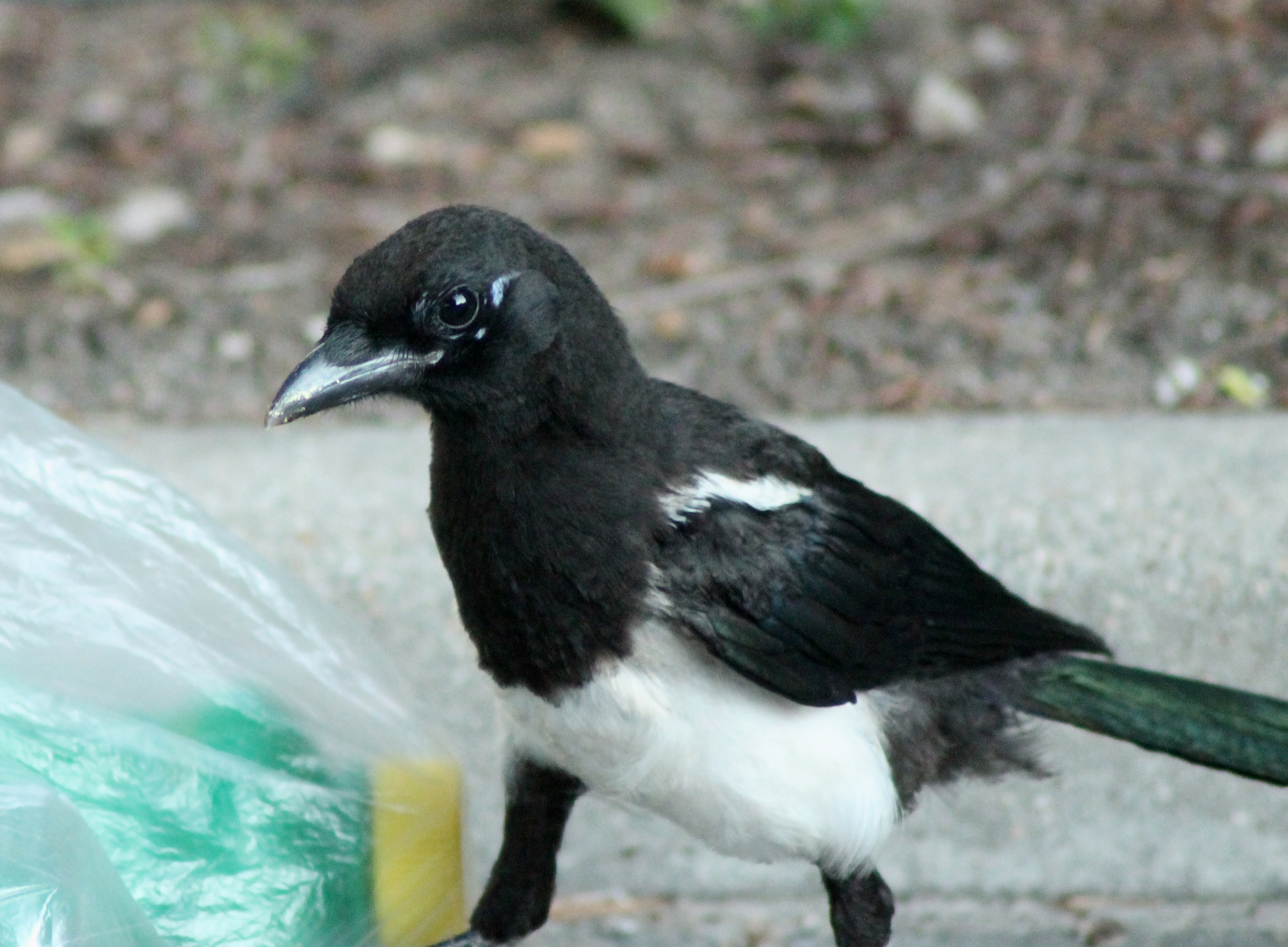
Urraca, una de las especies que ha pasado la prueba.

La prueba fue desarrollada por Gordon Gallup Jr. en 1970, basándose en parte en observaciones hechas por Charles Darwin. Durante su visita a un zoológico, Darwin situó un espejo frente a un orangután y registró las reacciones del animal, que incluyeron la realización de una serie de expresiones faciales. Darwin observó que el significado de estas expresiones es ambigua, y, o bien podría significar que el primate estaba haciendo expresiones a lo que percibe como otro animal, o puede estar jugando una especie de juego con un juguete nuevo. Gallup recreó el experimento de Darwin con dos machos y dos hembras chimpancés salvajes preadolescentes, que nunca habían supuestamente entrado en contacto con superficies como espejos o superficies reflectantes.
La prueba ha sido pasada por chimpancés, gorilas, orangutanes, delfínidos (incluyendo orcas y falsas orcas), elefantes, macacos de Rhesus, monos capuchinos, seres humanos, córvidos como las urracas y posiblemente palomas. Los bebés humanos tienden a fallar el test hasta el primer año y medio o dos. Los perros y niños de un año, por ejemplo, suelen reaccionar con miedo o curiosidad ante el espejo, o simplemente lo ignoran, mientras que los pájaros con frecuencia atacan a su propio reflejo. En 2018 se presentó una investigación que demostraba por primera vez que un pez había superado la prueba, en concreto se trataba de la especie lábrido limpiador.

## Crítica
Hay cierto debate en la comunidad científica sobre el valor y la interpretación de los resultados de la prueba del espejo[cita requerida]. Mientras que el test ha sido llevado a cabo extensamente en primates, se debate el valor de la prueba en animales que confían primeramente en otros sentidos distintos a la visión, como por ejemplo los perros. Los perros tienen una muy pobre agudeza visual y sufren una especie de daltonismo, por lo que tienen pocas posibilidades de reconocerse a sí mismos. Sin embargo, los perros son invariablemente capaces de reconocer su propio olor, con más de 40 neuronas dedicadas al procesamiento del olor por cada una que tienen los humanos[cita requerida]. La crítica de mayor peso al test del espejo postula que es una medida de una habilidad estrechamente asociada a los humanos y no una medida de consciencia de sí mismo. Además, muchos animales pueden considerar el contacto directo de la mirada como un gesto amenazador, por lo que la aplicación del test del espejo es dudosa. Algunos mamíferos carecen de vista estereoscópica, como los conejos y los ciervos, lo que podría ser un factor importante a la hora de determinar la validez del test.
En 1981, Epstein, Lanza y Skinner publicaron un ensayo en el que argumentaban que las palomas también pasaban el test. Sin embargo, la metodología del experimento ha sido criticada debido al entrenamiento dado a los individuos para efectuar la respuesta positiva (p. ej: picotear la marca).